# Alter École
L'Alter École est un établissement scolaire situé à Clavier ( Province de Liège, Belgique). Ce projet-pilote est organisé par la Fédération Wallonie-Bruxelles (ancienne Communauté française de Belgique) depuis l'année scolaire 2011-2012. Il accueille des élèves de la troisième année à la sixième année de l'enseignement secondaire général.
L'Alter École propose une pédagogie active basée notamment sur la cogestion et s'adressant principalement à des élèves en difficultés dans un système plus classique, mais aussi à des élèves désireux d'un autre type d'enseignement. Cette école permet d'obtenir le CESS, le diplôme attestant de la réussite de l'enseignement secondaire.
Au printemps 2015, l'école comptait douze enseignants et quarante élèves. À la rentrée 2015, soixante élèves étaient inscrits et d'autres placés sur liste d'attente.

## Les origines
Inspiré notamment par le lycée expérimental de Saint-Nazaire ou le lycée autogéré de Paris, le premier projet d'école-pilote, ouvre en 2008, à Limerlé (Gouvy, Belgique), dans les locaux de l'asbl Périple en la demeure, avec l'accompagnement du service de Philosophie morale et politique de l'université de Liège. Un accord est rédigé, liant la Communauté française et Périple en la demeure. L'établissement prend le nom de Pédagogie Nomade et accueille les élèves de la quatrième à la sixième année. Les bâtiments n'étant pas encore terminés, les élèves et les enseignants consacrent une partie de leur temps à les rendre utilisables . L'école est alors rattachée administrativement de l'Athénée de Vielsalm.
Durant l'automne 2011, à la suite d'un conflit entre différents acteurs du projet, l'école déménage de manière provisoire et précipitée dans l'ancienne école primaire de Gouvy (Belgique) avec une partie des élèves et des enseignants.
Dans le courant de l'été 2012, l'école déménage à nouveau pour s'installer à Clavier où elle est alors associée à l'Athénée royal d'Ouffet. La convention qui associait la Communauté française et l'asbl Périple en la demeure est rompue. Le projet change de nom et devient l'Alter École.
À la rentrée 2013, l'école s'ouvre aux élèves de troisième secondaire.

## Le fonctionnement de l'école

### La démocratie à l'école
Le développement d'une citoyenneté responsable et démocratique est l'un des objectifs principaux de l'école. Elle dispose, par exemple, de plusieurs assemblées participatives.
- L'Agora est un conseil qui se réunit de manière bihebdomadaire. Chaque membre de l'école y participe pour être informé.
- Le Conseil d'institution (CI) regroupe les représentants des élèves et des enseignants, élus toutes les six semaines. C'est l'organe décisionnel de l'école.
- Les collèges permettent aux élèves et aux enseignants de se réunir séparément pour discuter de leur position respective[2],[13].

### Les méthodes pédagogiques
L'école fonctionne en cogestion. Les élèves et les enseignants sont appelés à participer, ensemble, à la gestion de l'établissement. Cela signifie que chacun peut participer aux décisions, mais aussi que chacun doit participer aux tâches du quotidien : entretien, cuisine et gestion administrative sont assurés par un groupe d'élève et de professeurs (le groupe de base) qui change toutes les trois semaines.
L'école pratique aussi la pédagogie du projet. Ensemble, un groupe d'élèves et un enseignant déterminent ainsi un projet d'une durée déterminée.
Des ateliers pluridisciplinaires ont lieu en matinée. Chaque membre de l'école peut en proposer. Ils durent également trois semaines. Ils aboutissent à une présentation devant l'ensemble de la communauté de l'école.
Enfin, le reste du temps est consacré aux cours, par année et en fonction de l'option choisie par l'élève. Des contrats, passés entre un professeur et un élève, permettent parfois à celui-ci d'avancer de manière autonome dans la matière.
En fin de scolarité, les élèves doivent présenter un chef-d’œuvre, un travail libre mais associé à différentes disciplines scolaires.